# Gran Premi Eddy Merckx
El Gran Premi Eddy Merckx (en francès: Grand Prix Eddy Merckx) és una antiga cursa ciclista que es disputava a Bèlgica, pels voltants de Brussel·les. El seu nom era un homenatge al ciclista belga Eddy Merckx. La primera edició es disputà el 1980 sota el format de contrarellotge individual, però a partir de 1998 passà a disputar-se sota el format de contrarellotge per parelles d'un mateix equip ciclista.
A partir de 2005 es fusionà amb la París-Brussel·les per la difícil coexistència d'ambdues curses.
El rècord de victòries individuals està en poder de Knut Knudsen, Eric Vanderaerden i Chris Boardman, amb dues. En el format per parelles sols Marc Wauters i Erik Dekker ban guanyar dues edicions. Abraham Olano també en guanyà dues, una en el format individual i una en el format per parelles, junt a José Vicente García Acosta.

## Palmarès
| Any  | Vencedor                             | Segon                              | Tercer                                  |
| ---- | ------------------------------------ | ---------------------------------- | --------------------------------------- |
| 1980 | Knut Knudsen                         | Daniel Willems                     | Gerrie Knetemann                        |
| 1981 | Knut Knudsen                         | Fons de Wolf                       | Bernard Hinault                         |
| 1982 | Daniel Willems                       | Marc Sergeant                      | Jean-Luc Vandenbroucke                  |
| 1983 | Jean-Luc Vandenbroucke               | Daniel Willems                     | Marc Somers                             |
| 1984 | Claude Criquielion                   | Jean-Luc Vandenbroucke             | Marc Sergeant                           |
| 1985 | Eric Vanderaerden                    | Bert Oosterbosch                   | Phil Anderson                           |
| 1986 | Charly Mottet                        | Nico Emonds                        | Jesper Worre                            |
| 1987 | Eric Vanderaerden                    | Edwig van Hooydonck                | Charly Mottet                           |
| 1988 | Edwig van Hooydonck                  | Rolf Gölz                          | Janusz Kuum                             |
| 1989 | Sean Yates                           | Edwig van Hooydonck                | Johan Museeuw                           |
| 1990 | Frans Maassen                        | Jelle Nijdam                       | Brian Walton                            |
| 1991 | Erik Breukink                        | Frans Maassen                      | Thierry Marie                           |
| 1992 | Jelle Nijdam                         | Fabian Jeker                       | Laurent Dufaux                          |
| 1993 | Chris Boardman                       | Pascal Lance                       | Jelle Nijdam                            |
| 1994 | Tony Rominger                        | Pascal Lance                       | Andrea Chiurato                         |
| 1995 | Johan Museeuw                        | Johan Bruyneel                     | Tony Rominger                           |
| 1996 | Chris Boardman                       | Lance Armstrong                    | Johan Museeuw                           |
| 1997 | Abraham Olano                        | Chris Boardman                     | Serhí Hontxar                           |
| 1998 | Abraham Olano · José Vicente García  | Frank Vandenbroucke · Nico Mattan  | Viatxeslav Iekímov · Dariusz Baranowski |
| 1999 | Marc Wauters · Erik Dekker           | Jesper Skibby · Marc Streel        | Jens Voigt · Chris Boardman             |
| 2000 | Viatxeslav Iekímov · Lance Armstrong | Jens Voigt · Chris Boardman        | Marc Wauters · Erik Dekker              |
| 2001 | Marc Wauters · Erik Dekker           | Michael Rogers · Fabian Cancellara | Jean Nuttli · Lukas Zumsteg             |
| 2002 | László Bodrogi · Fabian Cancellara   | Uwe Peschel · Michael Rich         | Marc Wauters · Erik Dekker              |
| 2003 | Uwe Peschel · Michael Rich           | Michael Rogers · László Bodrogi    | Peter Van Petegem · Leif Hoste          |
| 2004 | Koen de Kort · Thomas Dekker         | Jens Voigt · Bobby Julich          | Uwe Peschel · Michael Rich              |